# Bois-Herpin
Bois-Herpin é uma comuna francesa na região administrativa da Ilha de França, no departamento de Essonne. Estende-se por uma área de 3.89 km². Em 2010 a comuna tinha 80 habitantes (densidade: 20,6 hab./km²).